# Hemeroplanes diffusa
Espèce
Hemeroplanes diffusa est une espèce de lépidoptères (papillons) de la famille des Sphingidae, sous-famille des Macroglossinae, de la tribu des Dilophonotini et du genre Hemeroplanes.  C'est l'espèce type pour le genre. 

## Description
L'envergure des ailes varie de 64 à 82 mm. Cette espèce possède des bandes latérales de couleur jaune délimitant les segments abdominaux sur la face dorsale, sur toute la largeur. Les tergites sont frangés de couleur jaune. Contrairement à l'espèce similaire Hemeroplanes triptolemus, la face ventrale est orange pâle.
La face dorsale des ailes antérieures est ombrée de bleu-blanc à proximité des régions basale et postmédiane. Il y a une marque argentée d'environ 4 à 5 mm de long.
La partie dorsale des ailes postérieures présente également un ombrage blanc bleuté dans la zone marginale, la zone basale ayant une couleur similaire.

## Répartition et habitat
Répartition
L'espèce est connue en Colombie et en Équateur, des individus ont été vus au Pérou et en Bolivie.
Habitat
L'habitat est représenté par les forêts tropicales et subtropicales, du niveau de la mer jusqu'à environ 2 000 m.

## Biologie
- Il y a au moins deux générations par an.

## Mimétisme
La chenille utilise une stratégie de mimétisme, prenant l'aspect, au niveau de sa partie antérieure, d'une tête de serpent, d'où son surnom de « chenille-serpent ».

## Systématique
- L'espèce  Hemeroplanes diffusa a été décrite par les entomologistes Lionel Walter Rothschild et Heinrich Ernst Karl Jordan, en 1903 sous le nom initial de Leucorhampha diffusa[2].
- La localité type est le fleuve Río Dagua en Colombie.

### Synonymie
- Leucorhampha diffusa Rothschild et Jordan, 1903 protonyme